# So Far Away
„So Far Away“ je skladba britské rockové skupiny Dire Straits, která vyšla na jejich albu Brothers in Arms (album) v roce 1985. Následně se také objevila na kompilačním albu The Best of Dire Straits & Mark Knopfler: Private Investigations.
Text pojednává o zamilovaném muži myslící na svou milou, která je „tak daleko“.
V roce 2016 vyšla coververze od Justina Wellse.